# در سرزمین شکارچی‌های مغز
در سرزمین شکارچی‌های مغز (به انگلیسی: In the Land of the Head Hunters) فیلمی ۴۷ دقیقه‌ای به کارگردانی ادوارد کورتیس با بازی مگی فرانک است.